# Néstor Lorenzo
Néstor Gabriel Lorenzo (ur. 28 lutego 1966 w Buenos Aires) – argentyński piłkarz, obrońca. Srebrny medalista MŚ 90.
Zawodową karierę zaczynał w Argentinos Juniors, gdzie grał w latach 1985-1989. W 1989 wyjechał do Włoch. Sezon 1989/1990 spędził w AS Bari. Następnie grał w angielskim Swindon Town (1990-1992). W latach 1992–1994 był piłkarzem San Lorenzo. Występował również w Ferro Carril Oeste. Krótko był graczem Boca Juniors (1996). Karierę zakończył w 1997 w Banfield.
W reprezentacji Argentyny w latach 1988-1990 rozegrał 15 spotkań i zdobył jedną bramkę. Podczas mistrzostw świata zagrał w trzech meczach, w tym w finale.